# Al Wabra
Al Wabra (ang. Al Wabra Wildlife Preservation) – rezerwat dzikiej przyrody w formie oazy, usytuowany w centrum pustyni w Katarze. Ufundowany przez szejka Saouda Bin Mohammed Bin Ali Al Thaniego zajmuje się ratowaniem i rozmnażaniem zwierząt bezpośrednio zagrożonych wyginięciem. Placówka zajmuje ok. 2,5 km², w tym duże obszary pod dachem.
Biolodzy i weterynarze opiekują się ok. 2500 okazami zwierząt ponad 100 gatunków. Znajdują się tu gabinety weterynaryjne, wylęgarnie, laboratoria, miejsca, gdzie przygotowuje się pokarm. Stworzono warunki możliwie jak najbardziej odpowiadające naturalnym środowiskom zwierząt, ze sztucznym deszczem włącznie.
Rezerwat nie pełni funkcji ogrodu zoologicznego i jest zamknięty dla publiczności, niemniej w przyszłości przewiduje się prowadzenie projektów edukacyjnych, mających na celu wychowanie zwłaszcza młodych ludzi w poszanowaniu przyrody.
Al Wabra jest członkiem kilku międzynarodowych organizacji:
- EAZA (Europejskie Stowarzyszenie Ogrodów Zoologicznych i Akwariów)
- AAV (Association of Avian Veterinarians)
- EAZWV (European Association of Zoo and Wildlife Veterinarians)
- AAZV (American Association of Zoo Veterinarians)